# Dark Side of the Moon (album Dream Theater)
Dark Side of the Moon – oficjalny bootleg progresywnometalowego zespołu Dream Theater wydany w 2006 roku. Zawiera covery utworów Pink Floyd.

## Lista utworów

### CD 1
1. "Speak to Me / Breathe" – 3:55
2. "On the Run" – 2:26
3. "Time" – 7:02
4. "The Great Gig in the Sky" – 4:36
5. "Money" – 6:36
6. "Us and Them" – 8:02
7. "Any Colour You Like?" – 5:06
8. "Brain Damage" – 3:49
9. "Eclipse" – 2:48

### Dysk Bonusowy – A Saucerful Of Floyd
1. "Echoes, Part 1" (przesłuchanie w celu sprawdzenia dźwięku, Filadelfia, 02.04.2004) – 12:00
2. "One Of These Days" (na żywo, Rotterdam, 18.01.2004) – 6:22
3. "Sheep" (przesłuchanie w celu sprawdzenia dźwięku, Anaheim, 09.03.2006) – 9:42
4. "In The Flesh?" (na żywo, Rotterdam, 18.01.2004) – 2:56
5. "Run Like Hell" (na żywo, Poughkeepsie, 30.12.1998) – 1:58
6. "Hey You" (na żywo, Paryż, 25.06.1998) – 4:48
7. "Comfortably Numb"  (na żywo, feat. Queensryche, Spokane, 30.07.2003) – 7:22